# Huragan Irene (1999)
Huragan Irene (1999) – dziewiąty nazwany sztorm tropikalny i szósty huragan w sezonie huraganowym na Atlantyku w 1999 roku. Maksymalna prędkość wiatru wyniosła 110 mph (175 km/h) i był w kategorii 2 skali Saffira-Simpsona.
Huragan nawiedził trzy kraje położone nad Atlantykiem oraz Morzem Karaibskim.
W wyniku przejścia huraganu najbardziej ucierpiały Stany Zjednoczone, gdzie zginęło 9 osób. Na Florydzie, huragan wywołał powódź, która okazała się być największa w tym stanie od 1981 roku. Poziom wody wahał się od 2,5 metra do blisko 5 metrów. W wyniku powodzi zalane zostało drugie pod względem wielkości miasto stanu – Miami.
Na Bahamach huragan wywołał powódź oraz przyczynił się do śmierci pięciu osób.
Łączna wartość strat wyrządzona przez Irene wyniosła ponad 800 milionów dolarów.

## Ofiary huraganu
| Kraj              | Ofiary śmiertelne |
| ----------------- | ----------------- |
| Stany Zjednoczone | 9                 |
| Bahamy            | 5                 |
| Kuba              | 4                 |
| Razem:            | 18                |